# 深圳港
深圳港位于中华人民共和国广东省深圳市，由香港特别行政区分隔为东部港区和西部港区。东部港区位于大鹏湾内，以盐田港为主要组成部分，另於更東位置有數個燃油碼頭、兩個天然氣碼頭（廣東大鵬液化天然氣接收站、中海石油深圳液化天然氣接收站）及6個錨地（但南澳對出的一個只供天然氣輪使用），不設指定航道（但建議經香港水域進出）。西部港区位于伶仃洋东岸，沿深圳西部海岸线及公沙水道（含媽灣航道、大鏟水道及大鏟灣進港航道），由东南至西部分别坐落着东角头、蛇口、赤湾、妈湾、大鏟灣、福永等港口，而進出航道為龍鼓水道（香港方向）及銅鼓航道（南海方向，連香港外側近港珠澳大橋藍海豚島的大嶼山1及2號錨地，是深圳港最南點）。而在與惠州港接鄰的大亞灣內，則另設2個錨地。

## 介紹
盐田港由和记黄埔及深圳市人民政府合资兴建，1994年开始经营，水深14-16米，为集装箱码头。
西部港区中的东角头、蛇口港、赤湾港、妈湾港港口均坐落于蛇口，水深最深约16米，有蛇口客运码头及集装箱码头、散货码头、油气码头等。
蛇口客运码头始建于1981年，隶属香港招商局辖下招商局蛇口工业区有限公司。为深圳市水上客运枢纽，有地铁2號綫经过，设蛇口港站，并有多条公交线连接。港口开通到香港、珠海市、澳門等多条航线，隨蛇口邮轮中心啟用而於2016年10月31日關閉。
深圳港2011年货物吞吐量22325.08万吨，同比增长1.0%；集装箱吞吐量累计2257.1万标准箱，增长0.3%。旅客吞吐量达383.71万人次，增长达14.9%。
深圳港2012年货物吞吐量2.28亿吨，同比增长2.16%；集装箱吞吐量累计2294.13万标箱，同比增长1.64%。
2012年，盐田国际、蛇口港区、赤湾港区、大铲港区分别完成1066.67万、627.22万和531.14万、57.35万标箱，同比分别增长3.92%、10.05%和下降8.30%、19.24%。蛇口港区则创造了全港最高增幅，其中蛇口集装箱码头达到451.6万标箱，同比增长11%。盐田国际去年吞吐量也再创历史新高，年吞吐量第四次突破了千万标箱。自开港以来，盐田国际已累计操作了1亿个标箱。
2013年深圳港首八个月累计货柜吞吐量为1,526.26万个标准箱，按年增加1.17%，首度跑赢香港，进占全球第三位。
2019年，受中美貿易戰影響，深圳港以2,574千萬TEU（標準箱）的數據被寧波-舟山港超過，位居全球第四、中國第三，但排名仍高於廣州港、香港港口同青島港。

## 合作港口
- 西班牙圣克鲁斯-德特内里费港（2013年起）[4]
- 香港葵青貨櫃碼頭

## 照片

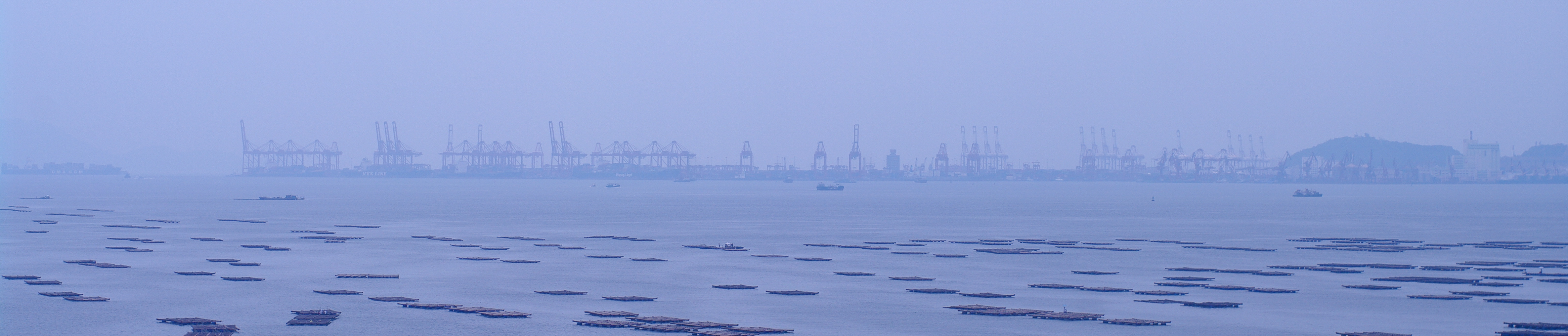
从深圳湾看蛇口港区
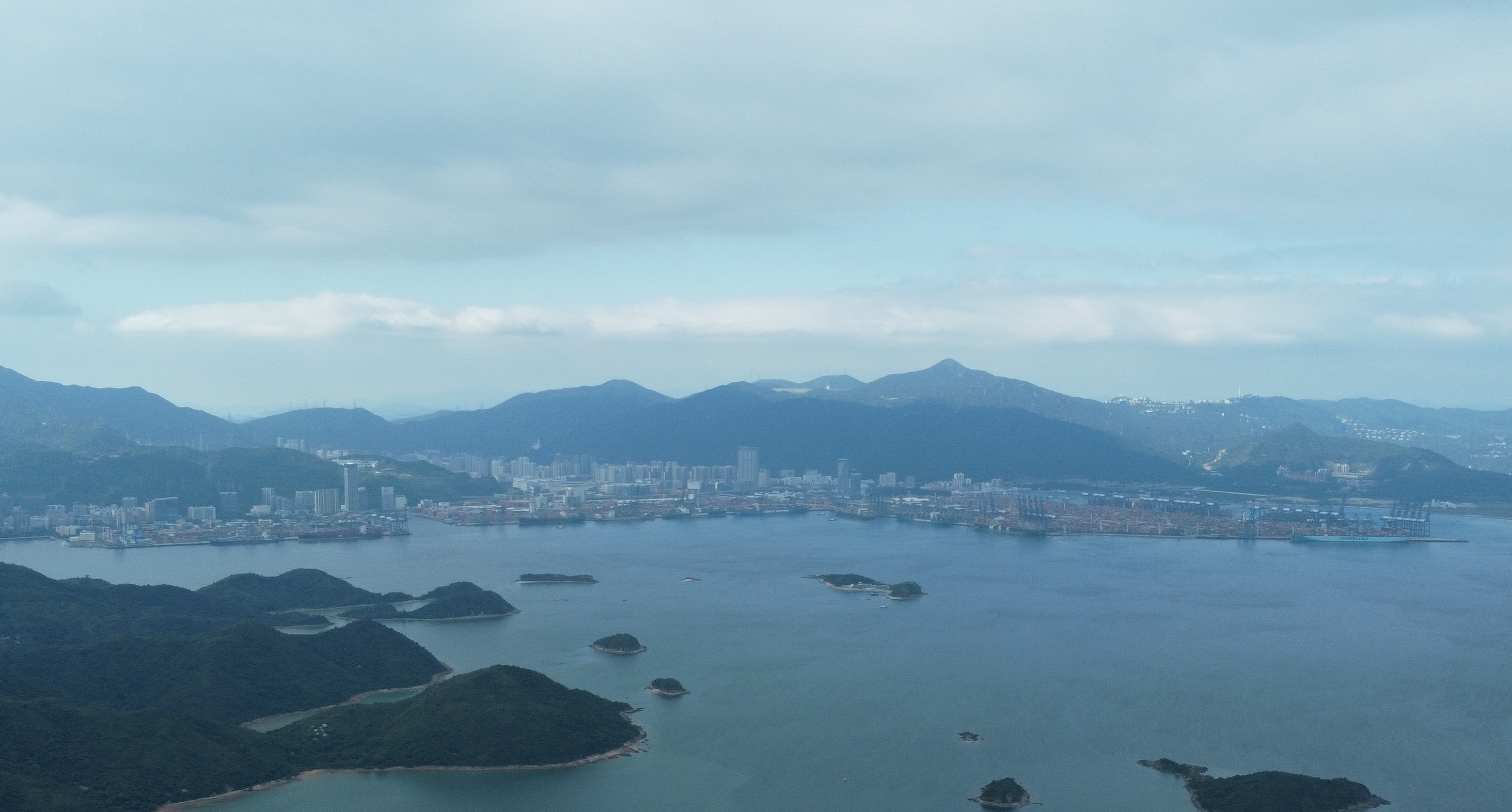
印洲塘上空角度的鹽田港區

## 外部連結
- 蛇口集装箱码头有限公司 （页面存档备份，存于）
- 2011年度深圳市交通运输运营主要概况及分析[永久]
- 深圳市蛇口招港客运实业有限公司
- 盐田港集团